# Lili Leignel
Pour les articles homonymes, voir Keller et Rosenberg.

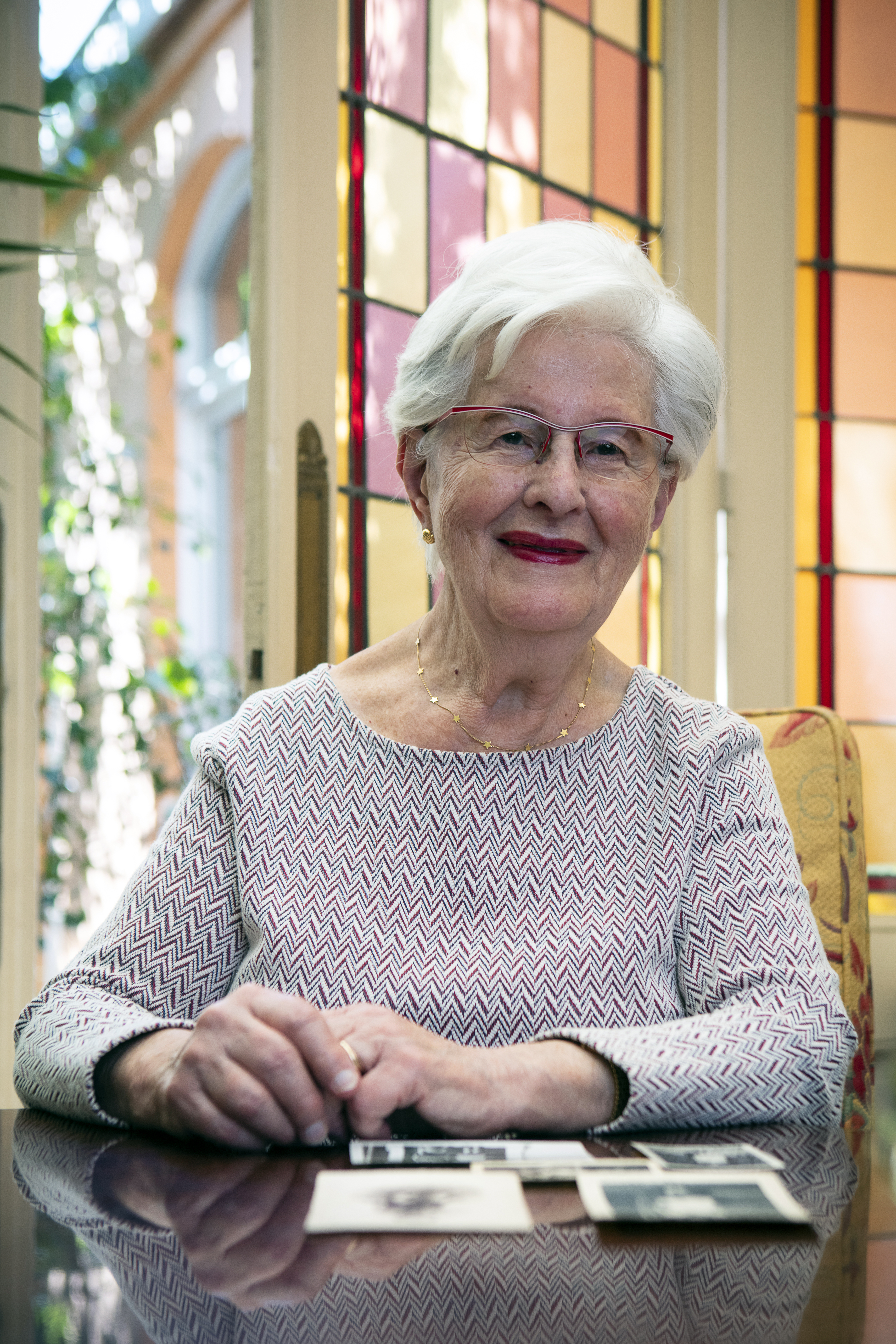
Lili Leignel à son domicile, photographiée par Gaëtan Lamarque

Lili Keller-Rosenberg, appelée Lili Leignel, née le 15 septembre 1932, à Croix (Nord), est une conférencière, déportée à 11 ans, survivante des camps de Ravensbrück et de Bergen-Belsen et témoin de la Shoah.

## Biographie
Ses parents, juifs hongrois, sont venus s’installer en France avant sa naissance pour échapper aux persécutions antisémites subies dans leur pays d’origine.
Lili Rosenberg naît le 15 septembre 1932, à Croix (Nord), dans une famille juive d'origine hongroise. Fille de Joseph Rosenberg et Charlotte Keller, elle a deux frères, Robert et André,.

### Seconde Guerre mondiale

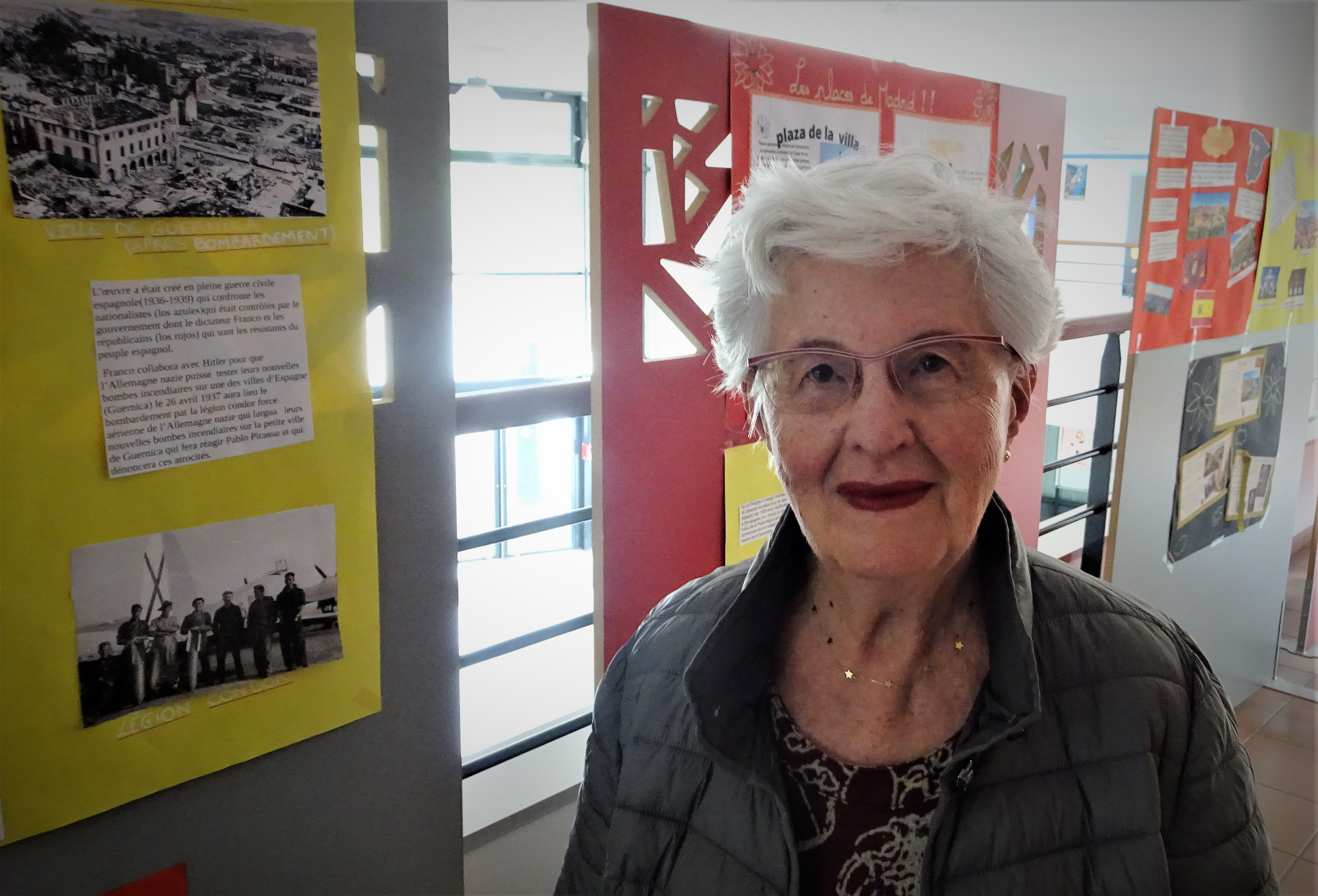
Lili Leignel en conférence au collége Monod d'Aniche le 21 juin 2022.

Jusqu'en 1943, les enfants sont cachés dans différentes familles de Linselles.
Pensant le danger écarté, ils reviennent vivre avec leurs parents. Le 27 octobre 1943, la famille est arrêtée,,. Ironie du sort, cette date était également celle de l'anniversaire de sa mère.
Lors de son arrestation en 1943, elle n'est âgée que de 11 ans, son frère Robert, de 9 ans et demi, et le benjamin de la fratrie, André, de 3 ans et demi.
De la prison de Loos (Lille) (Nord), ils sont conduits à la Prison de Saint-Gilles de Bruxelles et transférés au Camp de rassemblement de Malines (Belgique).
La famille y est séparée : le père est envoyé à Buchenwald, la mère et ses trois enfants sont transférés à Ravensbrück puis, au début de 1945, à Bergen-Belsen. Leur mère les incite à toujours garder leur dignité : « C’était un supplice pour nous, il faisait un froid glacial, c’était la nuit, mais elle tenait à ce que nous ayons ce moment d’intimité, à notre propreté, dans cet endroit sans nom, de boue, de puanteur, infesté de poux, oui, envers et contre tout, elle voulait que nous restions présentables, respectables ».
Libérés par l'armée britannique, le 15 avril 1945, les trois enfants sont rapatriés jusqu'à Paris. Les enfants sont pris en charge par leur tante.
Leur mère, atteinte du typhus et intransportable, reste à l'infirmerie du camp. Elle parvient à les rejoindre plus tard dans un préventorium d'Hendaye (Pyrénées-Atlantiques) où ils sont soignés. Alors que les trois enfants ont perdu foi en l'avenir, leur mère réapparaît :   « Maman nous a retrouvés. Maman, dans un état épouvantable, d’une maigreur terrifiante — elle ne pèse plus que vingt-sept kilos —, mais elle est là [...], elle est vivante ».
Ils apprendront que leur père a été fusillé en avril 1945 à Buchenwald, quelques jours avant l'ouverture du camp,.
Elle a notamment vécu à Bergen-Belsen avec Anne Frank et Simone Veil, et à Ravensbrück avec Geneviève de Gaulle-Anthonioz,.

### Après la guerre
(avril 2021).

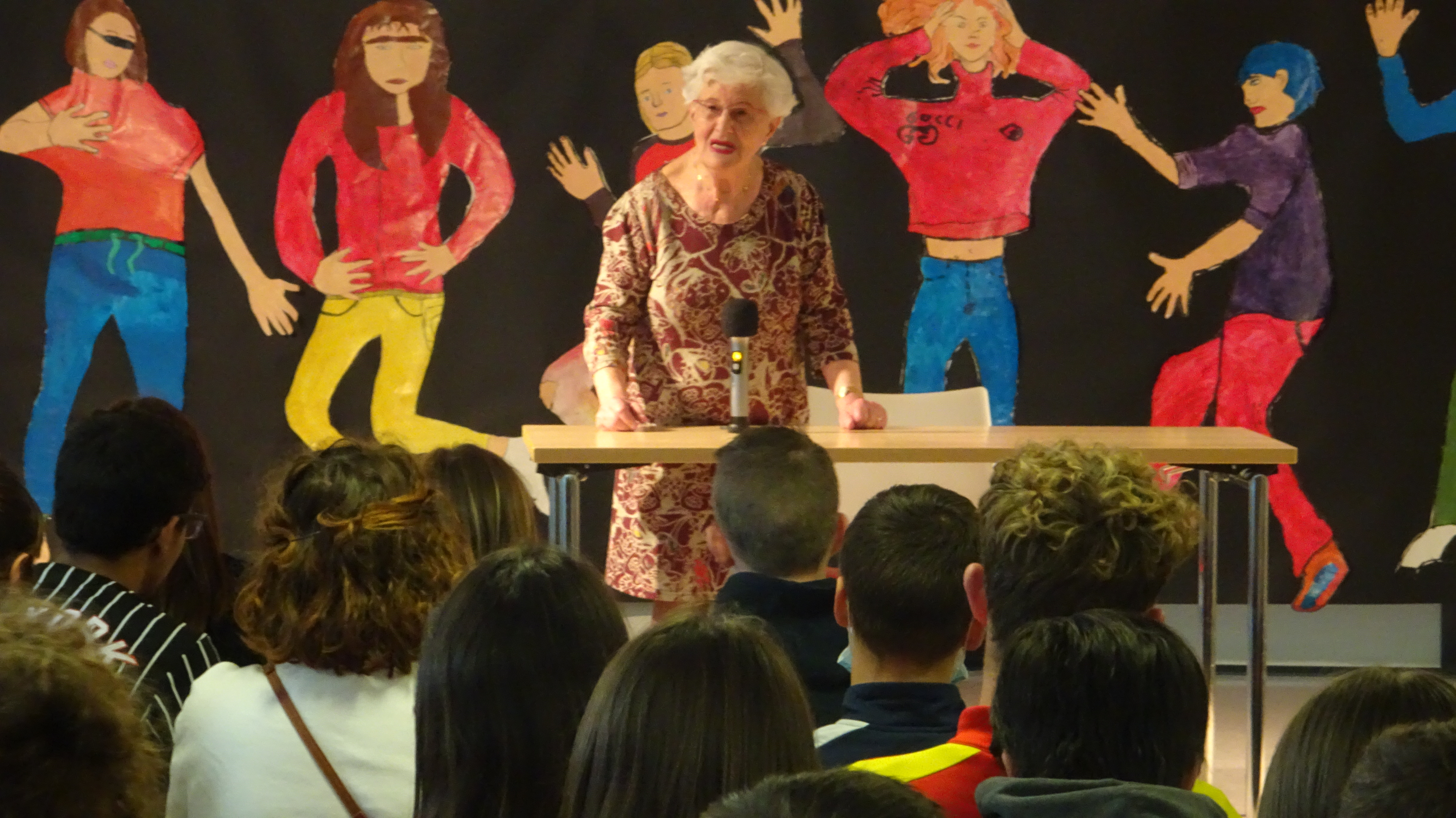
Lili Leignel en conférence au collège Monod d'Aniche le 21 juin 2022.

Après la guerre, elle devient un témoin,.
Dans l'introduction de son livre Et nous sommes revenus seuls, elle explique pourquoi : « Pendant des années, nous ne parlons pas à la maison de nos nombreux mois de déportation, d’inhumanité dans les camps. [...] Nous ne pouvons raconter à personne cet enfer, ces souffrances quotidiennes, cette vie de bêtes battues que nous avons menée pendant près de deux ans. Nous sommes traumatisés. Les rares fois où nous essayons de l’évoquer, on ne nous croit pas. N’être pas crus nous blesse terriblement. Longtemps, nous nous sommes tus. [...] Un jour, j’ai entendu à la radio quelqu’un dire que les chambres à gaz n’avaient existé que pour tuer les poux. [...] J’ai décidé, ce jour-là, de réagir. »
« Il fallait éduquer les jeunes, les informer, les éclairer. Il me fallait témoigner pour révéler à tous, au monde, aux jeunes générations, cette tragédie à nulle autre pareille, afin qu’elle ne se reproduise plus jamais. »
Son message est essentiel : « rencontrer le plus grand nombre de jeunes élèves possible pour que je leur explique les horreurs de la guerre […] tous ces morts inutiles ... je dois parler également au nom de tous ces pauvres millions de déportés qui ne sont pas rentrés et donc ma tâche est ardue. Je témoigne sans fin. Je demande aux jeunes surtout d'être vigilants. Je leur dis: "les enfants, tout peut revenir de façon différente bien entendu, mais le mal est partout. Il faut que vous soyez vigilants".  Je leur demande surtout de combattre le racisme.  Le racisme est un fléau à notre époque, il faut à tout prix le combattre,  combattre évidemment encore l'antisémitisme qui malheureusement perdure, et combattre la xénophobie, la haine de l'étranger.  Je leur demande d'être tolérants : "les enfants soyez tolérants, acceptez-vous  les uns les autres avec vos différences. Ces différences vous enrichissent."  Vous savez, je vais parfois dans des établissements très mélangés, et je dis aux élèves: "les enfants que l'on soit noir ou blanc, que l'on soit juif, catholique ou musulman, n'est-on pas avant tout des êtres humains ?  Nous sommes tous faits de la même façon. Nous devons nous supporter avec nos différences qui nous enrichissent, et les élèves le comprennent si bien. Vous savez, je reçois des lettres merveilleuses d'élèves qui me le font savoir. ... Ces lettres sont vraiment très belles et ce sont ces lettres qui m'aident à poursuivre »
En 2022, la réalisatrice Anice Clément réalise un film documentaire sur Lili Leignel intitulé Lili, une petite fille dans les camps nazis. Lors de ses conférences, Lili Leignel insiste sur l'importance de la fraternité et aime partager des chants qu'elle a appris dans les camps comme une réécriture avec Geneviève de Gaulle de la chanson Je chante de Charles Trenet,.

## Distinctions
- Officière de la Légion d'honneur (2020)
- Commandeure de l'ordre national du Mérite (2025)[17], officière (2016)
- Commandeure de l'ordre des Palmes académiques (2023)[18]
- Médaille d'honneur de la ville de Béthune (2023)[19]

## Hommages

Inauguration de le rue Lili Keller Rosenberg le 20 décembre 2023 à Sin-le-Noble

Le 2 octobre 2019, la salle de permanence du collège Marguerite-Berger à Pas-en-Artois prend le nom de Lili Leignel Rosenberg- Keller.
Le 28 novembre 2019, est inauguré le collège Lili Keller Rosenberg à Halluin (Nord), ainsi nommé en hommage à la jeune déportée.
Lili Leignel reçoit, le 14 mars 2022, la médaille de la ville du Touquet-Paris-Plage des mains du maire Daniel Fasquelle.
Le 22 septembre 2022, la salle polyvalente du lycée Louis Pasteur de Lille prend le nom de Lili Keller-Rosenberg, en présence de la rectrice de l'académie de Lille et du directeur du Mémorial de la Shoah.
Le jeudi 25 novembre 2021, Lili Keller-Rosenberg reçoit la médaille de la ville de Soissons des mains du maire Alain Crémont.
Le 25 février 2022, Lili Keller-Rosenberg témoigne devant 1500 écoliers, collégiens et lycéens dans l'auditorium du Nouveau Siècle à Lille, son plus important auditoire.
Le 16 octobre 2022, France 2 diffuse le documentaire "Une femme debout".
En décembre 2022, lors d'un conseil municipal, la commune de Wasquehal dans le Nord a voté à l'unanimité le fait de renommer l'école Turgot, École Lili Keller Rosenberg. L'inauguration se fait le 2 juin 2023.
En 2023, sort au cinéma un documentaire intitulé 39-45 : Elles n'ont rien oublié retraçant le parcours de quatre femmes durant la Seconde Guerre mondiale, dont Lili Leignel.
Le 9 mars 2023, le lycée Ile de Flandre d'Armentières inaugure l'Espace Lili Keller-Rosenberg nommant ainsi le bâtiment annexe du lycée. Dans l'après-midi, plus de 500 élèves de terminale que comptent les cinq lycées de la ville se sont réunis à l'Espace culturel le Vivat pour écouter son témoignage. À l'issue de la conférence, le maire, Bernard Haesebroeck, lui a remis la médaille d'or de la ville d'Armentières[réf. nécessaire].
Le 20 octobre 2023, un square de la ville de Roubaix prend le nom de Lili Keller-Rosenberg[réf. nécessaire].
Le 20 décembre 2023, une rue de la ville de Sin-le-Noble prend le nom de Lili Keller-Rosenberg[réf. nécessaire].
Depuis septembre 2024, à Wervicq-Sud, l’école maternelle des  Glycines ainsi que l’école primaire Pasteur ont fusionné pour devenir le groupement scolaire Lili Keller-Rosenberg.
Le 18 mars 2025, la salle socio-culturelle du Collège Camille Claudel de Latresne est rebaptisée Salle Lili Keller-Rosenberg en présence des élèves.
En avril 2025, LKR lance un appel aux dons pour ouvrir une maison mémorielle.

## Publications
- Je suis encore là, 2017, aidée de Loïc Cattiaux, illustrations de Gaëlle Soarès.
- Et nous sommes revenus seuls, 2021, Éditions Plon.
- Lili Keller-Rosenberg, J'avais votre âge, Lille, 2021, 111 p. (ISBN 979-1-069-97213-1).